# Exilés de Malte
Les exilés de Malte (en turc : Malta sürgünler) sont des soldats de haut rang ainsi que des dirigeants du comité union et progrès de l'Empire ottoman envoyés en exil à Malte entre mars 1919 et octobre 1920, à la suite de l'armistice de Moudros et de l'occupation de Constantinople (par les forces alliées). Emprisonnés dans une prison britannique, ils devaient être jugés par la suite par les tribunaux de Malte (en).